# جورج آلتمن
جورج آلتمن (انگلیسی: George Altman؛ زادهٔ ۲۰ مارس ۱۹۳۳) بازیکن بیس‌بال اهل ایالات متحده آمریکا است.
از باشگاه‌هایی که در آن بازی کرده‌است می‌توان به سنت لوئیس کاردینالز اشاره کرد.